# Der Nachbar (Kafka)
Der Nachbar ist eine Erzählung aus dem Nachlass von Franz Kafka. Sie wurde 1917 geschrieben und 1931 in Berlin von Max Brod und Hans-Joachim Schoeps herausgegeben.
Die Geschichte Der Nachbar, die Merkmale einer Kurzgeschichte aufweist, handelt von einem jungen, sich anfangs selbstsicher gebenden Inhaber einer kleinen Firma, der sich durch seinen neuen Nachbarn Harras bedroht fühlt.

## Inhaltsanalyse
Der Ich-Erzähler scheint erfolgreich zu sein, und ihm scheint es auch nicht schwerzufallen, sein Geschäft zu führen. Beteuerungen („Ich klage nicht, ich klage nicht.“) deuten aber bereits am Anfang der Geschichte darauf hin, dass es doch Grund zur Klage geben könnte. Im Nachhinein scheint es der Erzähler zu bereuen, dass er die Nachbarwohnung nicht gemietet hat, weil er glaubte, mit der dazugehörigen Küche nichts anfangen zu können. Diese Nachbarwohnung hat nun ein anderer junger Geschäftsmann angemietet.
Der Erzähler möchte Näheres über das Leben und die Tätigkeiten seines Nachbarn herausbekommen, der inzwischen die Wohnung bezogen hat. Seinem Nachbarn Harras unterstellt er, dass er ihm geschäftlich schaden, ihn womöglich ruinieren wolle. Er stellt Harras jedoch nicht zur Rede, sondern er zieht Erkundigungen bei anderen ein, um Informationen über Harras herauszufinden. Dabei stellt sich heraus, dass dieser ein ebenso „junger und aufstrebender Mann“ wie er selbst ist. Zunehmend fühlt sich der Ich-Erzähler in seinem Verdacht bestärkt, dass Harras irgendetwas gegen ihn im Schilde führe, da dieser es immer sehr eilig hat und sich offenbar einem Gespräch mit dem Ich-Erzähler entzieht.
Der Erzähler empfindet immer stärkere, ins Groteske wachsende Ängste, die darauf schließen lassen, dass er unter Verfolgungswahn leidet. Denn Beweise dafür, dass Harras ihn, seinen Nachbarn, durch die hellhörige Wand belauscht, sich auf den Weg zu dem Kunden macht, mit dem der Erzähler eben noch telefoniert, und ihm so Kunden abwirbt, gibt es nicht. Der Schein der Selbstsicherheit hat sich am Ende der Geschichte vollständig aufgelöst.

## Form
Es handelt sich bei der Erzählung Der Nachbar um eine Kurzgeschichte insofern, als die Handlung unvermittelt beginnt und am Ende abrupt abbricht; dem Leser wird es, wie es für diese Textart typisch ist, überlassen, einen Schluss zu finden. Hier entwickelt sich ein zunehmend wahnhafter Monolog eines durch seine Arbeit und das Konkurrenzdenken überforderten Menschen mit einer grundsätzlichen Lebensverunsicherung.
Kafka gibt durch seine Erzähltechnik dem Leser keine Chance, mehr zu erfahren, als der Ich-Erzähler ihm mitteilt. Die Nötigung, sich in einen Paranoiker – so es denn wirklich Paranoia ist – einzufühlen, empfindet man als unbehaglich. Das gilt auch für die ganze surrealistisch verfremdete Welt, in die man eingeführt wird. Typisch für den Surrealismus ist es, dass diese Welt einem zunächst vertraut vorkommt, aber stufenweise fremdartige Züge annimmt. Vertraut kommt einem diese Welt auch wegen der benutzten Sprache (Hochsprache mit geläufigen Begriffen und einfach konstruierten Sätzen) vor. Damit kann der Leser die Handlung zwar leicht nachvollziehen, sie aber nicht vollends „verstehen“. Es beschleicht den Leser das ungute Gefühl, dass diese Lesereise der Innenansicht eines Wahns gleicht. Die angstvoll ausufernde Phantasie des Erzählers drückt sich aus, indem die anfänglich kurzatmigen Sätze sich zu weit ausgreifenden Satzgebilden ändern.
Zum Eindruck des Grotesken trägt bei, dass der Erzähler seinen Rivalen sogar sprachlich entmenschlicht (z. B. „Wie der Schwanz einer Ratte ist er hineingeglitten...“). Der das Telefon umtanzende Erzähler als eine tragikomische Jammergestalt ist eine geradezu chaplineske Erscheinung mit Slapstick-Elementen des Stummfilms.

## Bezüge zu anderen Werken Kafkas
Das zentrale Vehikel der Verunsicherung des Protagonisten ist das Telefon. Dieses war Anfang des 20. Jahrhunderts eine neue Kommunikationsform, die Kafka nicht geheuer war. Es wird eine falsche, nur technisch bedingte Präsenz suggeriert. Das Gespenstische zwischen den Menschen wird nicht ausgeschaltet, eher verstärkt. Die Störtöne, die im Telefon rauschen, bleiben dem, der sie hört, fremd und bedrohlich. Auch im Roman Das Schloss spielt das Telefon eine verwirrende Rolle.
Die Thematik der vorliegenden Geschichte ist nicht isoliert zu sehen. Die Mühsal des Kaufmannsdaseines thematisiert Kafka immer wieder, wahrscheinlich auch bedingt durch die zahlreichen Klagen seines Vaters. Bereits im Frühwerk Betrachtung tritt Der Kaufmann auf, der vielfältig mit seiner Existenz hadert. In Das Ehepaar wird genau die ungute Konkurrenzsituation zwischen zwei Kaufleuten thematisiert. Gregor Samsa aus Die Verwandlung ist – bevor er ein Käfer wird – ein unglücklicher Handelsvertreter. Losgelöst vom Kaufmannsschicksal ist aber die ins Paranoide führende Besessenheit des Protagonisten zu sehen. Sie erinnert an die Besessenheit des grabenden Tieres aus Der Bau. Dort ist es das Geräusch, das das Tier hört und wodurch es immer tiefer verunsichert wird. In der vorliegenden Geschichte ist das Verstörende das, was der Konkurrent vermeintlich hört.

## Rezeption
Sudau (S. 82): „Doch der Konkurrenzkampf ist nur das offensichtliche Problem des Textes; eine tiefer sitzende Daseinsunsicherheit und -angst kann als das eigentliche angesehen werden. Zögerlichkeit, Kleinlichkeit, Misstrauen, Ängstlichkeit, Selbstvorwürfe und Zwangsvorstellungen sind sein Daseinsdiktum.... Der Text zeigt die Genese von Vorurteil und Verfolgungswahn.“

## Ausgaben
- Sämtliche Erzählungen. Herausgegeben von Paul Raabe, Fischer-Taschenbuch-Verlag, Frankfurt am Main 1970, ISBN 3-596-21078-X.
- Nachgelassene Schriften und Fragmente 1. Herausgegeben von Malcolm Pasley, Fischer, Frankfurt am Main 1993, ISBN 3-10-038148-3, S. 370–372.

## Sekundärliteratur
- Ralf Sudau: Franz Kafka: Kurze Prosa, Erzählungen. Klett Verlag, 2007, ISBN 978-3-12-922637-7.
- Peter-André Alt: Franz Kafka: Der ewige Sohn. Eine Biographie. Verlag C.H. Beck, München 2005, ISBN 3-406-53441-4.
- Franz Kafka, Johannes Diekhans, Elisabeth Becker: Textausgaben: Die Verwandlung / Brief an den Vater und andere Werke. Schöningh im Westermann, (Januar 1999), ISBN 978-3-14-022290-7.